# Ambulyx placida
Ambulyx placida là một loài bướm đêm thuộc họ Sphingidae. Loài này có ở Himalayan foothills of miền bắc Ấn Độ, Nepal và Tây Tạng.
Sải cánh dài 104–114 mm. Nó tương tự như Ambulyx semiplacida, nhưng khác ở chỗ đốm ở trên cánh trên nhỏ hơn.